# Witagron
Witagron, voorheen Bitagron, is een plaats in het district Sipaliwini in Suriname. Het is de zetel van de granman van de marronstam Kwinti. Het dorp werd gesticht aan het begin van de 20e eeuw na een onderlinge twist in Kaaimanston, waarna een deel van de bevolking verhuisde naar dit nieuwe dorp.
Het dorp heette aanvankelijk Bitagron naar de eerste bewoner Tata Bita. Rond 1970 werd de naam door de overheid veranderd naar Witagron. Dit was op verzoek van de bewoners om van de tegenspoed af te komen. Bita  (bitter) in de naam was daar de achtergrond van terwijl Wita vertaald wordt als Onze vader. In combinatie met gron betekent het  land van onze vader. In 2009 was er een debat in het dorp om weer de oorspronkelijke naam te gebruiken. Dit is toen niet doorgevoerd.
Bij het dorp ligt een in 1975-'76 gebouwde baileybrug over de Coppenamerivier, die deel uitmaakt van de zuidelijke Surinaamse Oost-Westverbinding.
In 1987, tijdens de Binnenlandse Oorlog, werd het dorp verwoest.

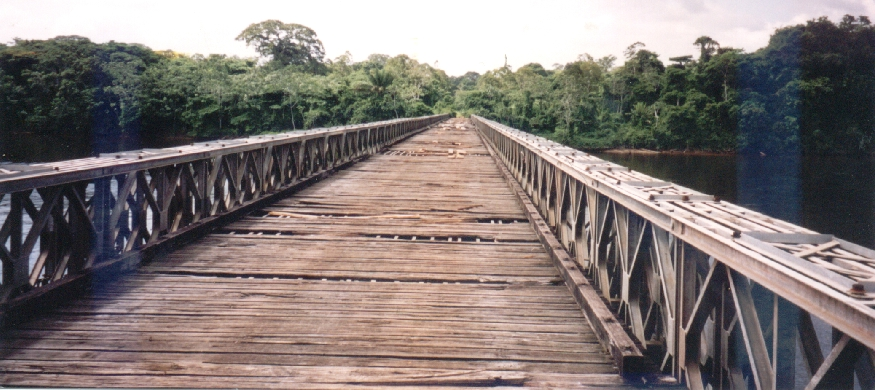
Brug over de Coppenamerivier in 2002

Corneliskondre · Donderskamp · Kaaimanston · Witagron